# Aphidius montereyensis
Aphidius montereyensis är en stekelart som beskrevs av Liu 1977. Aphidius montereyensis ingår i släktet Aphidius och familjen bracksteklar. Inga underarter finns listade i Catalogue of Life.